# 卡爾·赫弗里希
卡爾·赫弗里希（Karl Theodor Helfferich，1872年7月22日—1924年4月23日），德國萊茵蘭-普法爾茨州諾伊施塔特人氏，政治家、經濟學家與財政專家，曾擔任過德意志帝國的財政部長。

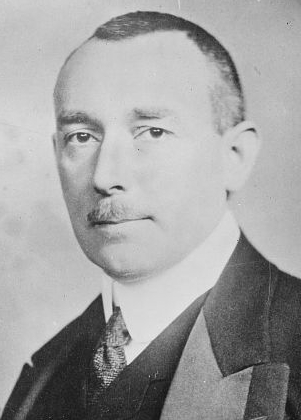
Karl Helfferich

## 生平
赫弗里希先後就讀過慕尼黑大學、柏林洪堡大學與史特拉斯堡大學，他曾於柏林大學與政府部門學校教授殖民地政治學與東方語言等科目。1902年，他開始他的外交職業生涯，他很快的變成德國政府部門中帝國主義經濟學的權威，並於1906年受命派任監造巴格達鐵路。
1908年他被任命為德意志銀行的全權總裁，在巴爾幹戰爭前夕，赫弗里希受命為1913年國際談判協商的德國財金代表。自1915年起至1917年為止，赫弗里希在第一次世界大戰中任職德國財政部長，一般人認為他要對德國戰時的財政政策負責，赫氏主張戰時以借貸籌措軍費，而非傳統的徵稅政策。
1918年布列斯特-立陶夫斯克條約簽定後，赫弗里希被送往莫斯科就任德國駐俄大使，以接替當年被暗殺掉的德國交外官威廉·冯·米尔巴赫。1920年共和時期國會選舉時，赫氏運用其強大的影響力，反對國家履行凡爾賽條約。
1924年四月，赫弗里希以五十二歲壯年，死於瑞士貝林索納的一場火車意外，結束其致力於經濟與政治研究的一生。

## 著作

### 書籍
1. 1897年，Die Reform des deutschen Geldwesens（德國財政改革）
2. 1900年，Studien über Geld- und Bankwesen（貨幣與銀行研究）
3. 1903年，Das Geld（貨幣）
4. 1915年，Deutschlands Volkswohlstand 1888-1913（德國的財富）
5. 1915年，Die Entstehung des Weltkrieges im Lichte der Veröffentlichungen der Dreiverbandmächte
6. 1917年，Reden und Aufsätze aus dem Kriege

### 文章
1. Fort mit Erzberger!, Verlag Scherl, Berlin, 1919, Flugschriften zur Berliner Tageszeitung "Tag"
2. Der Weltkrieg in 3 Bänden, Verlegt 1919 bei Ullstein Berlin
3. Deutsche Bank - Georg von Siemens. Ein Lebensbild aus Deutschlands großer Zeit, 1921-23

## 參照
- Karl Helfferich, 1872-1924: Economist, Financier, Politician, John G. Williamson. 1971, Princeton University Press
- "A Crash," obituary, Time magazine, May 5, 1924